# Парма (провінція)
Провінція Парма (італ. Provincia di Parma) — провінція в Італії, у регіоні Емілія-Романья. 
Площа провінції — 3 449 км², населення — 446 803 осіб.
Столицею провінції є місто Парма.

## Географія

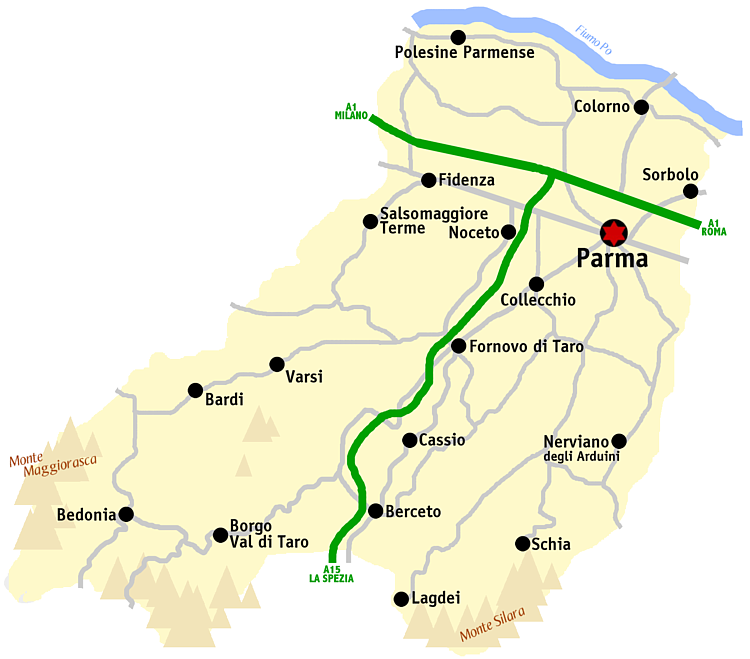
Мапа провінції

Межує на півночі з регіоном Ломбардія (провінцією Кремона і провінцією Мантуя), на сході з провінцією Реджо-Емілія, на півдні з регіоном Тоскана (провінцією Масса-Каррара) і регіоном Лігурія (провінцією Спеція і провінцією Генуя), на заході з провінцією П'яченца.

## Основні муніципалітети
Найбільші за кількістю мешканців муніципалітети (ISTAT):
- Парма - 180.723 осіб
- Фіденца - 24.891 осіб
- Сальсомаджоре-Терме - 20.006 осіб
- Коллеккьо - 13.457 осіб
- Ночето - 11.767 осіб